# Il testamento del dottor Mabuse
Il testamento del dottor Mabuse (Das Testament des Dr. Mabuse) è un film del 1933 diretto da Fritz Lang.
Si tratta dell'ultimo film tedesco di Fritz Lang, terminato di girare poco dopo l'incendio del Reichstag. La distribuzione del film venne proibita in Germania; poco più tardi Lang si trasferirà prima in Francia e poi negli Stati Uniti. Di questo film Lang ha girato un'altra versione ma in francese, Le Testament du Dr. Mabuse (1933), con attori diversi tranne il protagonista Rudolf Klein-Rogge.

## Trama
L'ex-poliziotto Hofmeister avverte telefonicamente il commissario di polizia Lohmann di avere delle notizie importantissime a proposito di una banda di criminali ma, prima di rivelare chi sia la mente dell'organizzazione, la comunicazione si tronca. Parallelamente, internato in un manicomio criminale, il dottor Mabuse continua a scrivere frasi dal significato misterioso fino al giorno della sua morte. Toccherà al professor Baum, direttore del manicomio, decifrare i suoi scritti, o meglio, il suo testamento.

### Sequenze
- Un'officina deserta. Un ex poliziotto, Hofmeister si aggira furtivo. Il battere ritmico delle macchine è assordante. Due gangster entrano nella stanza e notano i piedi dell'uomo spuntare dal nascondiglio dove si è riparato. Capitano una serie di incidenti: un cornicione cade, loschi individui sbucano dall'angolo della strada, una botte di birra rotola da un carro sfasciandosi.
- Commissariato. Il commissario Lohmann ha terminato il servizio e sta recandosi a teatro ad assistere ad un'opera di Wagner. Squilla il telefono. La telefonata è di Hofmeister. Il commissario, seccato e prevenuto per precedenti errori del dipendente, lo redarguisce e non riesce ad ottenere concrete informazioni. Nella stanza da cui l'ex poliziotto telefona all'improvviso manca la luce, si sentono degli spari, poi silenzio. Infine al ricevitore giungono parole sconnesse, cantilenanti ”Gloria, Victoria”.
- Aula universitaria. Il dottore Baum tiene una lezione ai suoi studenti su un tipo di psicosi definita "delirio cronico sistematico". Il caso più famoso è quello del dottor Mabuse. Nel manicomio criminale diretto dal dottore, Mabuse, ricoverato da anni, trascorre le sue giornate a tracciare ghirigori e caratteri incomprensibili.
- Ufficio di Hofmeister. Una perquisizione rivela, incisi con il diamante di un anello, sul vetro della finestra, strani segni, probabilmente un messaggio.
- Montaggio parallelo. Manicomio criminale. Baum visita Mabuse. Un gangster, Kent, incontra al caffè la sua ragazza, Lilli. Il dottor Kramm, collaboratore di Baum, nella biblioteca trova sparsi sul pavimento fogli scritti da Mabuse. Li raccoglie e, leggendone uno, è colpito dalla coincidenza che su quel foglio è descritta una rapina in gioielleria simile a quella avvenuta in quei giorni e riportata dal giornale. Kramm riferisce la cosa al direttore, ipotizzando che Mabuse sia un simulatore. Decide, malgrado le obiezioni di Baum, di informare la polizia. Una telefonata del misterioso capo ordina ai gangster di seguire una Opel blu, 5 cavalli, targata IA 74259. Ad un crocevia il semaforo è rosso. L'auto è raggiunta. Quando scatta il verde tutte le vetture ripartono, tranne la Opel. Un vigile si avvicina e scopre che l'autista è stato ucciso da un proiettile: è Kramm.
- Montaggio parallelo. Commissariato. Una ronda di notte ha ritrovato Hofmeister: ora è ricoverato in manicomio da Baum. Riunione dei gangster: Kent è sospettato di insubordinazione. Intanto, letto a specchio, viene decifrato il messaggio inciso sul vetro da Hofmeister: è il nome di Mabuse. Si cerca il fascicolo relativo al criminale. Si telefona alla clinica del dottor Baum: Mabuse è morto. Verificato sul posto il decesso, il commissario commenta: "Una canaglia di meno sulla terra" provocando la reazione risentita del dottore. Hofmeister è alloggiato nella cella vuota di Mabuse.
- Baum nel suo studio legge le carte di Mabuse e soffre di allucinazioni: gli appare il fantasma di Mabuse che gli intima di seguirlo nella sua "illuminata follia". I gangster si riuniscono per ricevere nuove disposizioni dal capo, mentre Kent diserta l'incontro e si reca da Lilli.
- Montaggio parallelo. Stanza-prigione di Kent e covo dei banditi. Un poliziotto indaga sul furto alla gioielleria: pedinando una donna con una collana di perle, molto probabilmente proveniente dal bottino, individua il covo dei gangster. Kent, insieme a Lilli, è catturato, accusato di tradimento e rinchiuso in una stanza minata da una bomba ad orologeria, programmata ad esplodere nel tempo di tre ore. Il commissario con i suoi uomini circonda il covo dei banditi e li costringe ad arrendersi. Uno di essi, già ferito, si suicida. L'arma che ha usato è un antiquato revolver calibro 765, del 1906, lo stesso che ha assassinato Kramm. Kent buca con il coltello le condutture idrauliche. L'acqua fuoriesce e allaga la stanza-prigione, attutendo così gli effetti dell'esplosione. Si apre un varco attraverso cui i due giovani innamorati guadagnano la libertà.
- Gli arrestati, interrogati, affermano di non avere mai visto il capo e di non conoscerne l'identità. Lohman osserva che il crocevia in cui Kramm ha perso la vita è vicino alla clinica del dottor Baum. Chiama Baum in commissariato per metterlo a confronto con gli arrestati. Nessuno lo riconosce. L'arrivo inaspettato di Kent, ancora tutto fradicio, sorprende vivamente Baum che, tradendosi, ne esclama il nome.
- Kent insiste che a capo della banda c'è Mabuse e Lohman si convince che tutte le piste conducono al manicomio del dottor Baum. Recatovisi, entra di forza nello studio del dottore ma lui non c'è. La voce che intima di non disturbare è registrata e diffusa da un giradischi che, collegato con un filo, si avvia quando la maniglia della porta viene premuta. Su una carta topografica di Berlino è indicato il luogo in cui interverrà la banda la sera stessa, una fabbrica di prodotti chimici.
- Lohman e Kent corrono in auto alla fabbrica che sta bruciando, avvolta nelle fiamme. Un'auto con a bordo Baum fugge. Si inscena un inseguimento spericolato per le strade buie e deserte della periferia. Baum è in vantaggio e giunge per primo alla clinica. Si dirige alla cella di Mabuse/Hofmeisteir. Si odono grida e rumori di colluttazione. Di lì a poco arrivano anche Lohman e Kent. Ai loro occhi appare uno spettacolo imprevisto e desolante. Baum, accucciato nel letto della cella di Mabuse fra le sue carte sparse ovunque, ne ha preso il posto, ne è diventato il doppio. Il commissario mormora: "Andiamo Kent, la giustizia umana non ha più niente da fare qui".

## Produzione

### Soggetto
Il soggetto del film fu tratto da un romanzo di Norbert Jacques, rielaborato da Thea von Harbou e dallo stesso Fritz Lang, autori della sceneggiatura.

### Riprese
Le riprese si svolsero tra l'estate e l'autunno 1932 e durarono 10 settimane.
Lang fa un uso espressivo del sonoro: nella sequenza iniziale il battere ritmico e assordante delle macchine nell'officina deserta in cui Hofmeister sta spiando crea un'immediata situazione di paura; il ticchettio minaccioso della bomba ad orologeria che deve uccidere Kent e la sua ragazza messo accanto al ticchettio del cucchiaio con cui uno della banda rompe il guscio dell'uovo alla coque; la voce metallica dell'altoparlante che diffonde gli ordini del capo invisibile e il rumore metallico della maniglia della porta dello studio che cela il meccanismo che mette in moto il grammofono; il gran suonare di clacson delle auto ferme al semaforo che copre lo sparo che uccide il dottor Kramm (la scena sarà citata modificata nell'ultimo film di Lang Il diabolico dottor Mabuse).
Inoltre si può notare l'uso di tecniche tipiche del cinema muto: sovrimpressioni per dimostrare gli effetti dell'ipnosi. Ad esempio: il professor Baum nella stanza di Mabuse morto vede il suo fantasma, più avanti nello studio sta leggendo gli appunti di Mabuse e gli appare l'immagine del dottore con il cranio aperto in cui si vede il cervello, nel finale il fantasma di Mabuse addirittura si alza e entra nel professore.

## Distribuzione
La prima si ebbe nel mese di aprile a Budapest, il 12 maggio a Vienna. In Germania fu proibito con scheda di censura del 29 marzo 1933.
Il materiale non ancora montato della versione francese fu portato clandestinamente in Francia da Lothar Wolf e presentato in una versione meno completa di quella tedesca. Nel 1943 fu proiettato negli Stati Uniti per la prima volta con sottotitoli di Herman G. Weinberg e preceduto da una presentazione speciale di Lang che spiegava il contesto in cui era nato il film. 

## Accoglienza
Francesco Bono:
«Tra le pieghe del racconto poliziesco, girato con consumata esperienza e particolare attenzione per un uso drammatico del sonoro, affiorano i motivi che sempre affascinarono Lang: paure claustrofobiche in luoghi chiusi, comunicazioni quasi magiche grazie ad ipnosi o avveniristiche tecnologie, segni misteriosi e la loro decifrazione, l'uomo e il suo doppio. Nell'ambigua vita di Baum, direttore del manicomio e criminale, riecheggia il personaggio di Caligari, ma qui è il malato Mabuse a dominare la mente del dottore. Il rimando è ugualmente all'omicida psicopatico di M: il fantasma di Mabuse è parte di Baum come lo sono i passi che Lorre sente dietro di sé; "l'individuo cui è impossibile sintetizzare i due opposti che si contendono il suo animo, soccombe alla schizofrenia"».
Paolo Mereghetti:
«Un efficace poliziesco con evidenti connotazioni politiche: nel delirio di onnipotenza di Mabuse si intravede la perversa ambizione di Hitler e gli slogan ripetuti dai criminali che lo sostengono sono esplicitamente nazisti».